# 波倫塔
波倫塔（義大利語：Polenta）是一種意大利式的玉米粥，是把粗玉米粉煮滾後製成的食物。波倫塔本身是一個音譯詞，亦有意譯作玉米粥或玉米糊。在英语国家，称作mush。

## 簡述

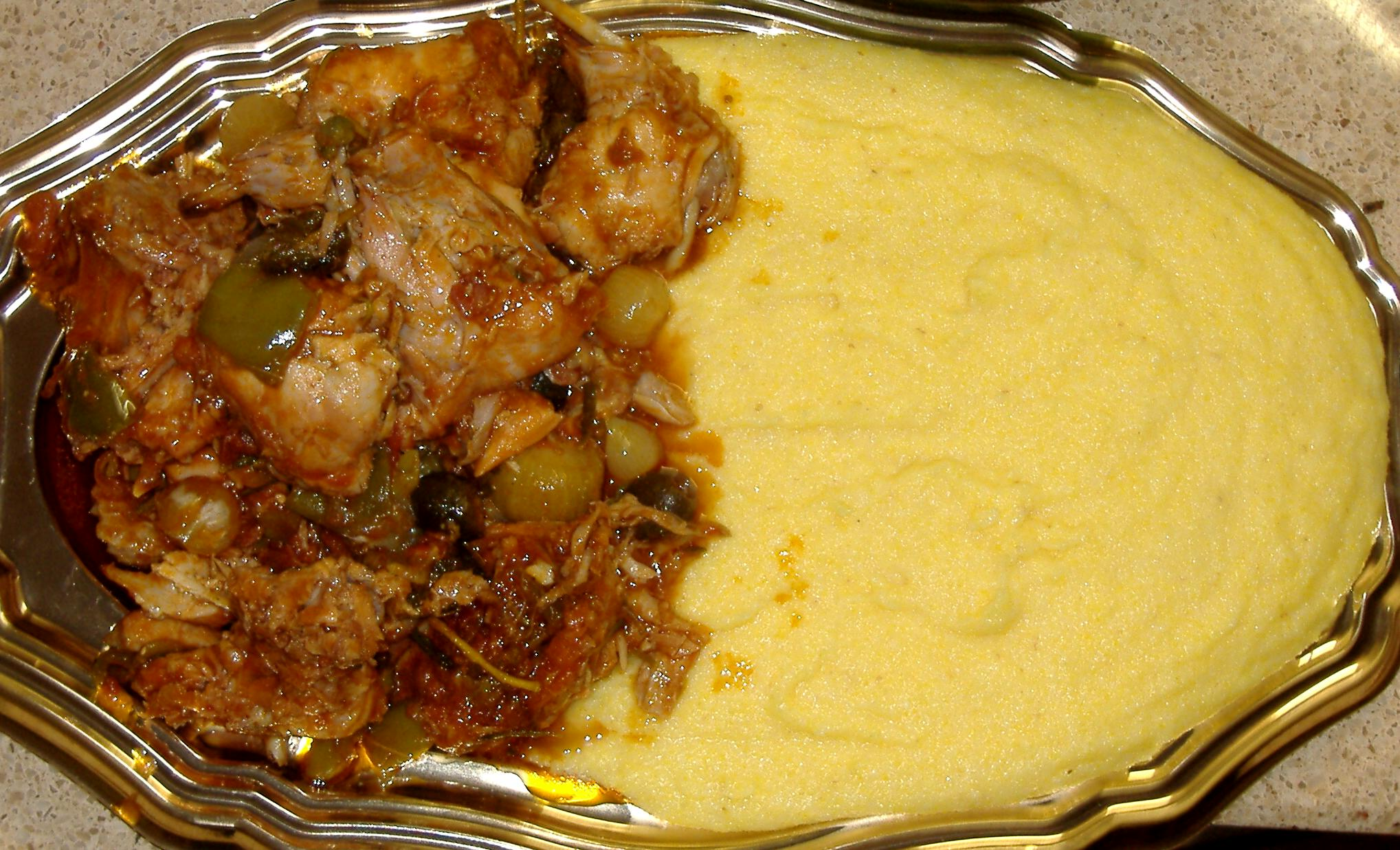
兔肉拌波倫塔

波倫塔是由粗玉米粉製成，視乎選取的玉米，其顏色介乎黃色與白色之間（波倫塔的產品並沒有紫色的玉米）。不同地區出產的波倫塔，其玉米粉的粗細或質感均有所不同。
以我們現時所知，波倫塔脫胎自一種古羅馬時期的主食，它同樣用一般的榖物研磨，再煮成粥狀。在玉米於15世紀從新大陸來到歐洲以前，製作波倫塔的榖物各色各樣，諸如：鷹嘴豆、栗子等等。
由於用來製作波倫塔的穀物粉糊化，使其表現出特有的綿滑口感。

## 中国
在中国北方许多地区，常见此种食物，被称作玉米糊。也常将玉米粉和小米混合煮成粥。